# الكويكرز في العلوم

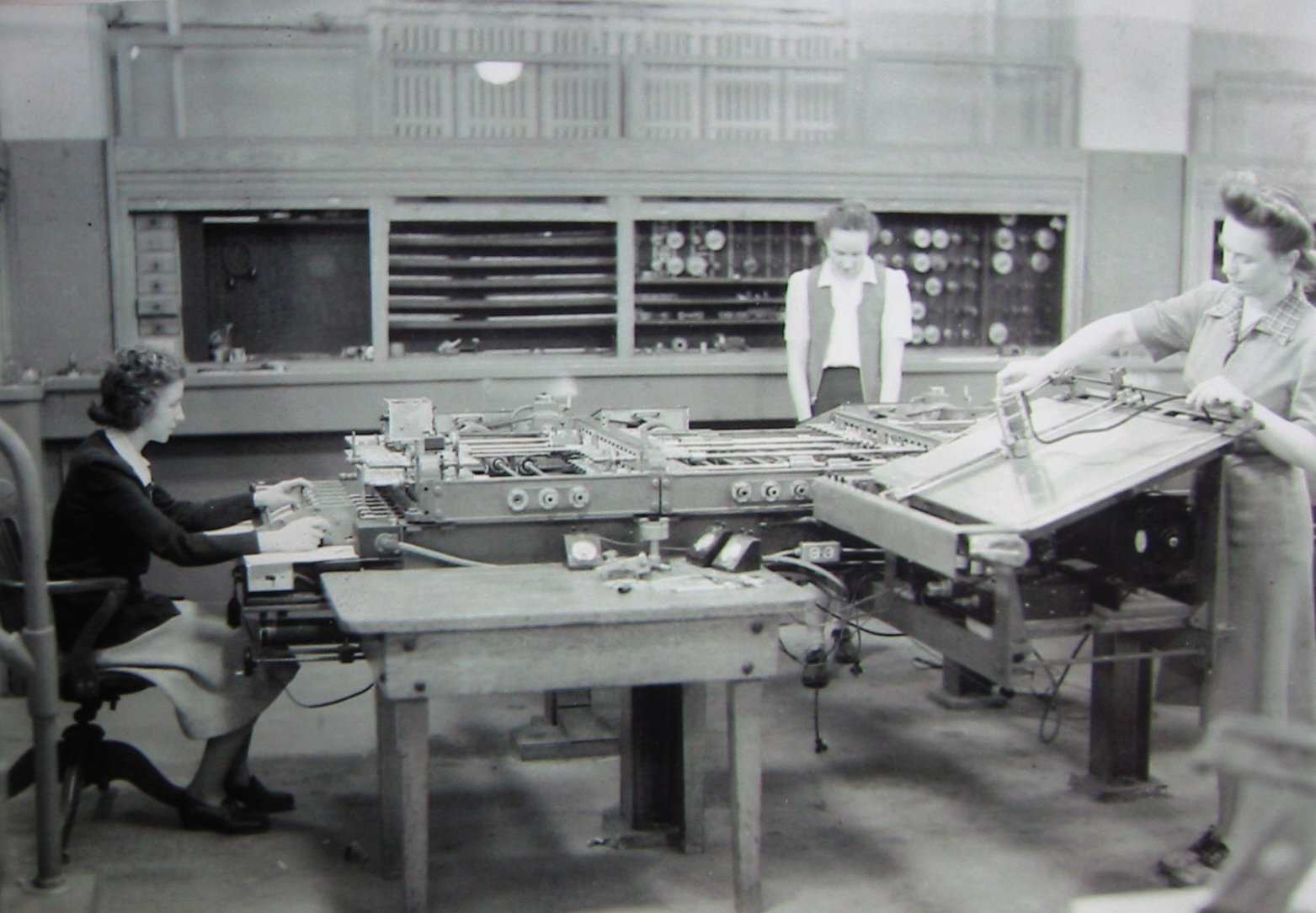
الشقيقات اليس وكاثلين وسيس أنطونيللي، وتعتبر العالمة كاثلين أنطونيللي من مبرمجات إينياك الآوائل، وهي من الكويكرز.

جمعية الأصدقاء الدينية أو الكويكرز شجعت على القيم العلمية والمواهب العلمية، عرفت الطائفة حضور هام للعلماء من حيث حضور العلماء هو أعلى لديهم مقارنة مع طوائف وديانات أخرى كما وقد برز عدد كبير منهم في الجمعية الملكية البريطانية وجوائز نوبل وبنسبة تفوق نسبتهم السكانية. وبسبب هذه القضايا، فقد تم ذكر أن الكويكرز ممثلين بشكل أفضل في العلوم أكثر من معظم الأديان. بعض المصادر، بما في ذلك بيندل هيل وموسوعة بريتانيكا، تشير إلى أنه على مدار أكثر من قرنين تم تمثيلهم بشكل أكبر من نسبتهم السكانية في الجمعية الملكية. مما دفع عدد من الباحثين الربط بين ارتفاع معدل الذكاء والكويكرز، فبحسب عدد من الدراسات ومنها كتاب الدين والذكاء لآرثر رايسترك، أظهرت الدراسات علاقة إيجابية بين الكويكرز وارتفاع معدل الذكاء. وأظهر مسح إجتماعي قامت به جامعة شيكاغو علاقة إيجابية بين الكويكرز البيض وارتفاع معدل الذكاء، جنبًا إلى جنب الأسقفيين البيض والمشيخيين واللوثريين البيض واليهود الأشكناز. وبحسب دراسة أجربت عام 2002 سجل الأسقفيين البيض والتوحيديين المسيحيين والكويكرز أعلى متوسط معدل الذكاء وأفضل إداء في اختبار سات SAT بين الطوائف المسيحية في الولايات المتحدة. كما أن أداء الكويكرز في اختبار سات SAT وذلك وفقًا لدراسة نشرتها وال ستريت جورنال، يعتبر من الأفضل مقارنًة مع جماعات دينية أخرى، خصوصًا في مادة الرياضيات. وبغض النظر عما إذا كان هذا لا يزال دقيقاً، فقد كان هناك العديد من أعضاء هذه الطائفة ممثلين في المجال العلمي.
يعود بروز جمعية الأصدقاء الدينية المعروفين أيضًا بالكويكرز في العلوم بسبب القيم التي حملها هذا المذهب في تشجيع المواهب العلمية. وقد أشار ديفيد هاكيت فيشر ذلك في كتابه بذور البيون من نظرية اقترحها في أن الكويكرز في الولايات المتحدة يفضلون "دراسة مميزة" عن الدراسات التقليدية الشعبية مثل اللغة اليونانية أو اللغة اللاتينية وكثيرًا ما ارتبط الكويكرز مع النخبة الثقافية في الولايات المتحدة. وتقترح نظرية أخرى سبب ذلك إلى تجنبهم الكهنوت واعطائهم مكانة خاصة للتعليم مما أعطاهم مزيدًا من المرونة في الاستجابة للعلم.
على الرغم من التوجه الطائفي للمؤسسات الأكاديمة وللجامعات في الولايات المتحدة وبريطانيا خلال القرن التاسع عشر إذ كانت الجامعات المرموقة لها توجه بروتستانتي انجليكاني وكالفيني. إلا أن تمثيل الكويكرز في هذه المؤسسات كان يفوق نسبتهم السكانية، فمثلًا كانت نسبة الكويكرز عالية في طاقم الإداري أو طلاب جامعات رابطة اللبلاب بالإضافة إلى تمثيل عالي في الجمعية الملكية البريطانية والحاصلين على جوائز نوبل وبنسبة تفوق نسبتهم السكانية، ومن الأسماء التي لمعت في مجالات علمية جون دالتون وتوماس هودجكن وتوماس يونغ وجوزف ليستر وهنرييتا سوان ليفيت وكاثلين ونسديل، العالمة في دراسة البلورات بالأشعة السينية.

## قائمة لبعض مشاهير الكويكرز في العلوم
- ويلسون بيكر: عالم الكيمياء العضوية.[11]
- فان هيلموت: عالم نبات بلجيكى حاول إثبات أن النبات يحصل على غذائه من التربة.
- كاسبر ويستار: طبيب أمريكي.[12]
- توماس يونغ: هو علامة بريطاني، اشتهر بسبب إسهامه في فك رموز اللغة الهيروغليفية (خاصةً محاولاته في فك رموز حجر رشيد قبل أن يأتي الفرنسي شامبليون ويوسع أبحاثه ويفك رموز اللغة)، وقدم يونغ العديد من الإسهامات البارزة في عدة مجالات مختلفة حيث أسهم في علم المصريات وعلم اللغة والفيزيولوجيا وميكانيكا المواد الصلبة والضوء وحاسة البصر والطاقة والتناغم الموسيقي.[13]
- جوزف ليستر: و طبيب جراح بريطاني يعتبر من أهم الأطباء على مر العصور فهو مخترع التعقيم في العمليات الجراحية.[14]
- فردريك سانغر: هو عالم كيمياء حيوية بريطاني تحصل مرتين على جائزة نوبل في الكيمياء وذلك سنة 1958 و1980 ورابع شخص في العالم يقوم بهذا الإنجاز.[15]
- جوزيف تيلور: حاز على جائزة نوبل للفيزياء عام 1993 بالمشاركة مع راسل هالس عن اكتشافهم لنوع جديد من النجوم النباضة أفسحت المجال لدراسة موجات الجاذبية.[16]
- جوسلين بيل بورنيل: عالمة فيزيائية ورشحت لجائزة نوبل للفيزياء.[17]
- فردريك سانغر: عالم كيمياء حيوية بريطاني تحصل مرتين على جائزة نوبل في الكيمياء وذلك سنة 1958 و 1980 ورابع شخص في العالم يقوم بهذا الإنجاز.[18]
- جون دالتون: عالم كيميائي.[19]
- توماس هودجكن: كان طبيب بريطانيا وواحدا من أبرز الأطباء في وقته والرائدة في مجال الطب الوقائي. ويعرف الآن بشكل أفضل لكونه أول من شخص لمفومة هودجكين، نوع من الورم اللمفي ومرض دموي.[20]
- كاثلين نسديل: العالمة في دراسة البلورات بالأشعة السينية.
- آرثر ستانلي إدنغتون: عالم وفيزيائي وفلكي بريطاني شهير كان عضوا بالجمعية الملكية البريطانية انتهى إلى أن الضغط الإشعاعي عامل رئيسي من عوامل الحفاظ على توازن النجم، إلى جانب الجاذبية وضغط الغاز. بعد ذلك وضَّح العلاقة بين الكتلة وضوء النجم.[21]
- ماريو كابيكي: هو عالم وراثة جزيئية أمريكي من أصل إيطالي، تقاسم جائزة نوبل في الطب سنة 2007 مع الأمريكيين مارتن إيفانز وأوليفر سميثيز لاكتشافه طريقة يمكن بها تخليق فئران أُلغى أحد جيناتها. يعمل حاليًا أستاذً مميزًا (بالإنجليزية: Distinguished Professor)‏ لعلم الوراثة البشري وعلم الأحياء بمدرسة طب جامعة يوتا، التي انضم إلى هيئة التدريس بها منذ سنة 1973.